# John Moolenaar

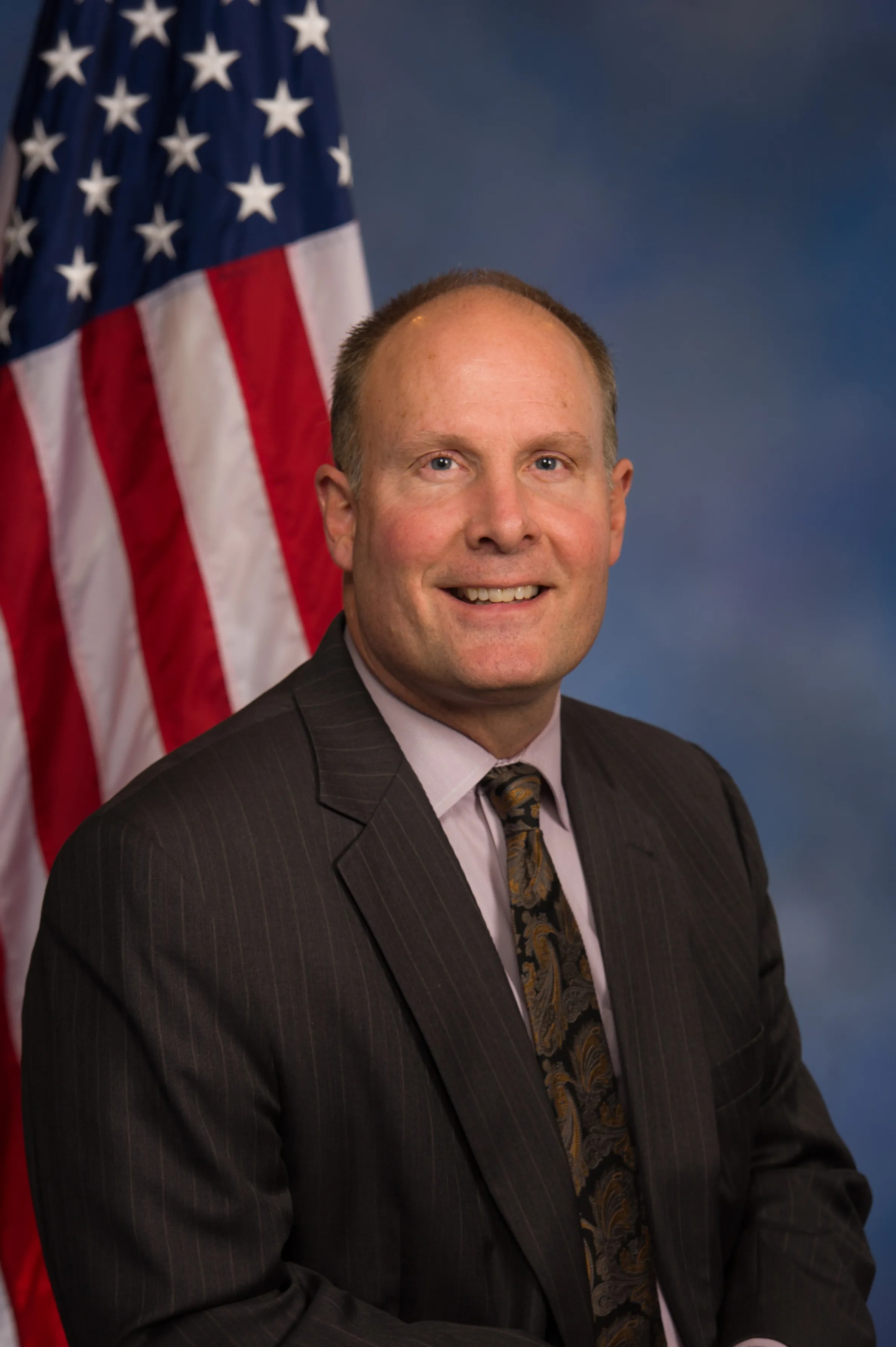
John Moolenaar (2015)

John Robert Moolenaar (* 8. Mai 1961 in Midland, Michigan) ist ein US-amerikanischer Politiker der Republikanischen Partei. Seit Januar 2015 vertritt er den Bundesstaat Michigan im US-Repräsentantenhaus, seit 2023 für den zweiten Distrikt, zuvor für den vierten Distrikt.

## Werdegang
John Moolenaar besuchte die Herbert Henry Dow High School in seiner Geburtsstadt Midland (Michigan). Im Jahr 1983 absolvierte er das Hope College in Holland. Dort erlangte er 1983 den Bachelor of Arts in Chemie. Anschließend studierte er bis 1989 an der Harvard University, er schloss dort mit einem Master of Public Administration ab. Später arbeitete er zeitweise in der Chemiebranche.
Moolenaar hat mit seiner Frau Amy sechs erwachsene Kinder.

## Politische Laufbahn
Politisch schloss er sich der Republikanischen Partei an. Zwischen 1997 und 2000 gehörte er dem Stadtrat von Midland an. Von 2003 bis 2008 war er Abgeordneter im Repräsentantenhaus von Michigan. In den Jahren 2011 bis 2014 saß er im dortigen Staatssenat.
Bei den Kongresswahlen des Jahres 2014 wurde Moolenaar im vierten Wahlbezirk von Michigan in das US-Repräsentantenhaus in Washington, D.C. gewählt, wo er am 3. Januar 2015 die Nachfolge von David Lee Camp antrat, der nicht mehr kandidiert hatte. Er gewann mit 56 zu 39 Prozent der Stimmen gegen den Demokraten Jeff Holmes. Bei den Wahlen 2016 setzte sich Moolenaar mit rund 62 Prozent der Stimmen gegen Debra Wirth und vier weitere Kandidaten durch. Im Jahr 2018 konnte er mit 62,6 % der Stimmen gegen den Demokraten Jerry Hilliard gewinnen. 2020 siegte er mit 65 % erneut gegen Hilliard und zwei weitere Kandidaten. Die Primary (Vorwahl) seiner Partei für die Wahlen 2022 am 2. August konnte er mit 65 % deutlich gewinnen. Er trat, nunmehr für den zweiten Distrikt, am 8. November 2022 gegen Nathan Hewer von der Libertarian Party sowie Hilliard von der Demokratischen Partei, den er bereits 2018 und 2020 besiegen konnte, an, und setzte sich dabei mit 63,7 % durch. Bei seiner Wiederwahl 2024 hatte er sowenig wie der Demokrat Michael Lynch einen Gegenkandidaten in der Vorwahl. Moolenaar besiegte Lynch im November 2024 mit 65,1 %.
Seine aktuelle, insgesamt sechste Legislaturperiode im Repräsentantenhaus des 119. Kongresses läuft noch bis zum 3. Januar 2027.

### Ausschüsse
Moolenaar ist aktuell Mitglied in folgenden Ausschüssen des Repräsentantenhauses:
- Committee on Appropriations
  - Agriculture, Rural Development, Food and Drug Administration, and Related Agencies
  - Financial Services and General Government
  - Labor, Health and Human Services, Education, and Related Agencies

Zuvor war er auch Mitglied im Committee on Science, Space, and Technology, Committee on the Budget und im Committee on Agriculture.